# El Metropolitano (Chile)
El Metropolitano fue un periódico chileno de distribución matutina, que existió entre 1999 y 2002.
El diario fue fundado por el grupo Hites y su primer ejemplar se puso en circulación el miércoles 19 de mayo de 1999, después de una marcha blanca de 150 días. Tuvo tres directores fundadores: Juan Ignacio Brito, director de Política; Enrique Mujica, director de Crónica, y Marcelo Godoy, director Gráfico, todos ellos bajo la conducción de Patricio Ulloa Maturana, presidente de Ediciones Moneda, quien también fue director. Su primer año de vida fue resumido en la Edición Especial de Aniversario del viernes 26 de mayo de 2000.

## Historia

### Marcha blanca y lanzamiento
La familia Hites (dueña de la cadena de multitiendas que lleva su apellido) se aventuró en 1998 a lanzar un periódico. Para ello, convocó a periodistas, diseñadores a las primeras reuniones en un departamento de la comuna de Providencia. Con el proyecto más estructurado, se habilitan tres pisos en el edificio Eurocentro, donde comienza la marcha blanca del diario.
Según imágenes que se publicaron en la edición del primer aniversario, el periódico estudió otros nombres antes que "El Metropolitano", como Conexión o La Razón, siendo en marzo de 1999 la definición del nombre con el que se publicó.
El 17 de mayo de 1999, el gerente general de la Asociación Nacional de la Prensa, Juan Manuel Martínez, instruye la empresa de distribución Vía Directa (de propiedad de la Empresa Periodística La Nación) a distribuir solamente las publicaciones de las empresas asociadas a esta asociación gremial. Esto, debido a que Ediciones Moneda (la empresa propietaria del diario) llegó un acuerdo con los suplementeros, donde se pagaría una comisión superior a las que pagaba la competencia.
El primer ejemplar de venta a público tenía un valor de $200. Estaba impreso en los talleres del diario La Nación y constaba de 64 páginas. El cuerpo principal constaba de 36 páginas, que incluía entre otras, las secciones Nacional, Política, Editorial, Internacional, Metrópolis (noticias breves de todo tipo), páginas de cultura, las carteleras y servicios. El segundo cuerpo era el de Economía, que se imprimía encartado al cuerpo principal, con 12 páginas de información sobre Negocios, Bolsa, Comercio y Economía. El tercer cuerpo era Deportes, con 16 páginas a todo color. A diferencia de otros suplementos deportivos, la información de fútbol no acaparaba la mayor parte del espacio, teniendo páginas dedicadas a deportes menos populares como Golf, Tenis, Voleibol, Básquetbol, Ligas amateurs, etc.[cita requerida]

### Período de Ediciones Moneda
Ya lanzado públicamente, el diario tuvo problemas. A una semana de su lanzamiento, la planta impresora del diario tuvo problemas para tirar los ejemplares en la madrugada, por lo que la edición de ese día no estuvo en kioscos el 26 de mayo. Recién durante la mañana, el diario se pudo salir, se cambió la portada original, alterando el diseño del diario, titulando con grandes letras rojas "¿Casualidad o manos negras?".
En agosto, ocho de sus columnistas, donde se encontraban entre otros Sofía Correa Sutil, Juan Ignacio Correa Amunátegui, Sergio Marras Vega, Jorge Navarrete Poblete, Pablo Ruiz-Tagle, Patricio Zapata Larraín, Andrés Velasco Carvallo y Alfredo Jocelyn-Holt renuncian al diario, debido a que "no están dispuestos a legitimar la censura y autocensura".
A finales de 1999, El Metropolitano entra al mercado de los avisos clasificados, dominado ampliamente por El Mercurio, lanzando los días viernes un cuerpo. Para avisar, se difunde preferentemente la vía telefónica y para avisar presencialmente, se usaron locales de la cadena Hites en el centro de Santiago.[cita requerida]
En febrero de 2000, el presupuesto se reduce y la presentación del diario se afecta. Se reduce a un solo cuerpo de 40 páginas, eliminando los cuerpos de Economía y Deportes. Para buscar más avisaje, se lanzan revistas en papel couché y la venta de suscripciones, cuyo gran gancho era la entrega de revistas adicionales, como las ediciones en español de Golf Digest, Vogue o Architecture Digest.[cita requerida]

### Período de Grupo Claxson
El 2000, El Metropolitano vivía una crisis profunda: las discrepancias entre los accionistas (los hermanos Alex e Isaac Hites) eran profundas y estaban afectando a la nave insigne de sus negocios: las Tiendas Hites. Según la revista Capital, las pérdidas del diario eran del orden de 14 millones de dólares y eran subsidiadas con los ingresos de la empresa de retail.
A mediados de 2001, el periódico es vendido al grupo internacional Claxson, que estaba en plena expansión en Chile, quien en ese momento era propietario de Chilevisión, varios canales de cable, Ibero American Radio Chile (en ese entonces formada por las radios Aurora, Concierto, Futuro, Pudahuel, Rock & Pop, FM Dos, Corazón y FM Hit) y el portal de internet ElSitio.com.
Al asumir el manejo del diario, el 11 de septiembre de 2001, el matutino queda bajo el paraguas de IberoAmerican Media Holdings Chile S.A., designa al periodista Alejandro Guillier Álvarezcomo director del matutino (además de ser en ese momento director de prensa de Chilevisión y conductor de Radio Chilena), la redacción se traslada desde el edificio Eurocentro hasta las instalaciones de Chilevisión, en la calle Inés Matte Urrejola 0825, Providencia y las oficinas comerciales en las oficinas de Iberoamerican Radio Chile, en Eliodoro Yáñez 1783, Providencia.
Los problemas económicos generados por la falta de publicidad (en un mercado dominado por los grupos de El Mercurio S.A.P. y Copesa), además de la desconfianza de los dueños del diario por «su estilo editorial», gatillaron su cierre, siendo su último número el del 12 de junio de 2002, edición que llevaba el titular «Perú amenaza con cancelar vuelos de LAN».

## Suplementos y revistas
A diferencia de otros diarios, El Metropolitano no se caracterizó por tener variados suplementos. En algunas ocasiones y para eventos especiales, publicó suplementos diarios.

### Suplementos semanales
- Reportajes: suplemento de reportajes, entrevistas y crónicas de los domingos, en circulación desde la fundación del diario hasta enero de 2000
- Diagonal: suplemento dominical de cultura y literatura, en circulación como suplemento individual hasta el verano del 2000. Posteriormente, se publica su contenido en las últimas páginas del suplemento El Metropolitano Semanal.
- Talentos: suplemento orientado al ámbito universitario, con datos e informaciones para los estudios superiores y rendir la entonces Prueba de Aptitud Académica.
- El Metropolitano Semanal: Con claras referencias a El País Semanal, o la Revista del Sábado de El Mercurio, el 13 de febrero de 2000 se lanza esta revista dominical, con reportajes, panoramas y cultura. Es el único suplemento que llegó hasta su cierre.
- El Metropolitano Deportes: El cuerpo diario de Deportes se termina en el verano de 2000, pero el 14 de febrero de 2000 se lanza esta revista deportiva, que mantiene el espíritu del cuerpo diario, al dar cabida a deportes con menor difusión. Una de las desventajas de la revista es que, a diferencia de los suplementos deportivos de los lunes de la prensa diaria o su competencia directa, la Revista Triunfo del diario La Nación, no incluía la información de las actividades deportivas del fin de semana, lo que llevó al cierre de la revista al poco tiempo.
- Revista Automóviles, Inmobiliaria & Propiedades y otros: Para hacer más atractiva la venta de avisos clasificados, el Cuerpo que se publicaba los viernes se divide, manteniéndose para los avisos de Empleos, Servicios y otros y creándose dos revistas tamaño medio tabloide: Inmobiliaria & Propiedades para los avisos de propiedades y Automóviles, para la venta de vehículos. Para reforzar la circulación de las publicaciones, se introdujo la fórmula de circular gratuitamente la revista el día de circulación y los restantes seis días de la semana, venderse en kioscos al mismo valor del diario: $200. Ambas revistas además de los avisos, incluye informaciones de cada mercado. La idea de las revistas separadas no funciona y todas las publicaciones de clasificados se funden en una sola, circulando hasta el cierre del periódico.

### Suplementos especiales
- Copa!: lanzado en junio para la Copa América del año 1999, realizado en Paraguay.
- Match Point: suplemento para informar las alternativas del encuentro de Copa Davis entre Chile y Zimbabue, en septiembre de 1999.
- Salón del Automóvil: editado en octubre de 1999, para el Sexto Salón Internacional del Automóvil, desarrollado en el Parque Araucano.
- Hoyo en Uno: publicado en noviembre de 1999, con ocasión del Campeonato Mundial de Golf, realizado en Malasia.
- Vive Viña: suplemento con informaciones del XLI Festival Internacional de la Canción de Viña del Mar.